# Lornoxicam
Lornoxicam este un analgezic și un antireumatic.

## Mod de acțiune
- acționează rapid, fiind absorbit de tractul gastro-intestinal, se elimină pe cale renală în proporție de 30 - 60%.

## Indicații
- tratarea durerilor de intensitate medie și puternică, pentru dureri articulare, reumatismale și artroze.

## Efecte secundare
Ocazional pot apărea: dureri gastrice, diaree, amețeală, indigestie, cefalee, greață și vărsături. În rare cazuri pot apărea: constipație, uscăciunea gurii, flatulență, gastrite, reflux gastro-esofagian, hemoragii gastro-intestinale, gastralgii, sângerări hemoroidale sau rectale, esofagită, disfuncții hepatice, căderea părului, reacții cutanate, icter cutanat, , edeme, crampe musculare, tremor, migrenă, conjunctivite, acufene, reacții alergice, inapetență, scădere în greutate, crampe musculare, stare de rău, slăbiciune, roșirea pielii cu senzație de căldură,  prelungirea timpilor de coagulare, peteșii cutanate, infecții ale căilor respiratorii superioare,

## Contraindicații
- nu se administrează în următoarele cazuri: hipersensibilitate cunoscută lornoxicam, acid acetilsalicilic (aspirină) și alte substanțe antiinflamatorii.
- hemoragii gastro-intestinale acute, ulcere gastrice sau duodenale; defecte de hemocitogeneză; sarcină; alăptare; adolescenți sub vârsta de 18 ani.

## Mod de administrare
Pentru dureri medii și puternice: doza inițială este de 16 mg (4 comprimate); dacă este necesar, se mai pot administra încă 4 comprimate (cel mult) timp de 24 ore. Doza de întreținere nu va depăși 16 mg zilnic, de preferat 8 mg (2 comprimate), de 2 ori pe zi. Doza prescrisă de medic trebuie respectată cu strictețe.
În tratamentul afecțiunilor inflamatorii: pentru adulți, doza va fi stabilită individual. Doza standard este de 8–16 mg (2-4 comprimate), de preferat de 2 ori pe zi. Dacă medicul consideră necesar, se poate administra de 3 ori pe zi. Pentru tratamentul de lungă durată, doza zilnică este de 16 mg. În cazul unor suferințe gastro-intestinale sau disfuncții hepatice și renale, doza zilnică nu trebuie să depășească 8 mg (2 comprimate a 4 mg pe zi). Medicul va stabili durata tratamentului. Consultați medicul curant la intervale regulate și respectați indicațiile în ceea ce privește regimul alimentar, condițiile de viață și exercițiile fizice.

## Interacțiuni
anticoagulante; antidiabetice; alte analgezice sau antiinflamatorii; diuretice; antidepresive (tratament cu Li); metotrexat (agent terapeutic de bază în cazurile de poliartrită cronică); cimetidină (medicament împotriva ulcerului gastro-intestinal); digoxină (medicament împotriva insuficienței cardiace).
Precauții speciale:
- în asociere cu alte antiinflamatoare, tratamentul poate crește riscul apariției ulcerelor gastrice și intestinale. În cazul în care apar hemoragii gastro-intestinale, tratamentul trebuie întrerupt imediat și luate măsurile adecvate.
- Precauții speciale se vor lua în cazul administrării primei doze la pacienții cu afecțiuni gastro-intestinale. Se va lua tensiunea regulat la pacienții vârstnici, obezi și cu hipertensiune arterială. Pacienții cu infecții cronice respiratorii, astm bronșic sau febrili pot dezvolta mai ușor reacții de sensibilitate la lornoxicam. În cazul tratamentului de lungă durată, se vor verifica regulat: formula sângelui, funcția hepatică și renală.